# Автомагістраль А72 (Франція)

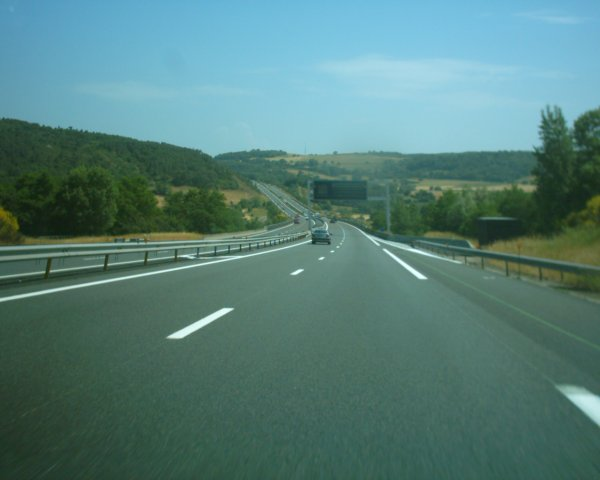
A72 у східному напрямку на крутій ділянці автомагістралі.

Автомагістраль A72 — автомагістраль у Франції яка має 55 кілометрів завжовжки.
Автомагістраль обслуговується Autoroutes du Sud de la France (ASF) і з’єднує Бальбіньї з Сент-Етьєном на одній із найкрутіших і звивистих автомагістралей у Франції. Більше 35 кілометрів автомагістралі обмежено 110 км/год (70 миль/год), оскільки ділянки вважаються надто небезпечними для стандартних 130 км/год (80 mph) обмеження швидкості.
Автомагістраль має 2 смуги в обох напрямках з 3 смугами біля Сент-Етьєна.
Дорога також має номер Європейського маршруту E70. У 2006 році ділянка між Клермон-Ферраном і відгалуженням A89 стала частиною A89.